# Francisco De Cicco
Francisco De Cicco (nacido en Rosario el 18 de marzo de 1909) fue un futbolista argentino. Se desempeñaba como defensa central y desarrolló su carrera íntegramente en el club Rosario Central.

## Carrera

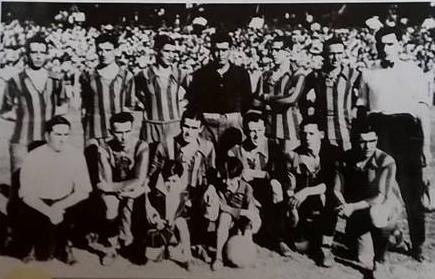
Equipo de Rosario Central que se coronó en 1928, al vencer 1 a 0 a Newell's en partido desempate con un gol de Podestá. Parados: Arturo Podestá, José Fioroni, Francisco de Cicco, Octavio Díaz, Ernesto Cordones, Félix Romano; hincados: Ricardo Reol, Armando Bertei, José Podestá, Alberto Retto, Antonio Miguel.

Su debut se produjo en el año 1926, con Rosario Central disputando con su primer equipo los torneos de la por entonces Liga Rosarina de Fútbol. Disputó 14 de los 28 partidos de su club en la Copa Vila de ese año, transformándose en el nuevo compañero en la zaga Central para Florencio Sarasíbar, tras la salida de Octavio Montiquín. El 14 de noviembre participó del cotejo inaugural del estadio de Arroyito, cuando Central derrotó a Newell's Old Boys 4-2 por la 27.ª fecha de la Copa Vila.
En 1927 se afirmó como titular indiscutido en la defensa canalla; conquistó además el título de campeón en la Copa Vila y el subcampeonato en la Copa Schlau. Al año siguiente cambió su compañero de zaga, que pasó a ser Ernesto Cordones. Repitió el título de la Copa Vila, obtenido esta vez en partido final desempate ante Newell's, con victoria auriazul 1-0, gol de José Podestá.

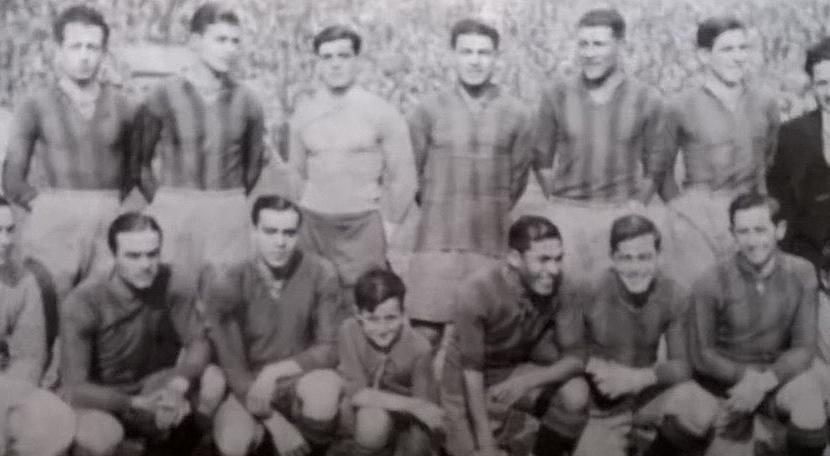
Rosario Central campeón Copa Vila 1930. Parados: Arturo Podestá, Francisco de Cicco, Luis Bray, Juan González, Teófilo Juárez, Ernesto Cordones; hincados: Pascual Salvia, Luis Indaco, Ramón Luna, Gerardo Rivas, Juan Francia.

Para 1929 Cordones se desplazó hacia el mediocampo, dando lugar a un nuevo ladero para De Cicco en la defensa, Juan González. Se coronó nuevamente campeón de Copa Vila en 1930; en 1931 se inició la era profesional del fútbol en Argentina, y en Rosario derivó en la reformulación de su entidad madre, llamada desde entonces Asociación Rosarina de Fútbol. Durante la era rentada, De Cicco mantuvo la titularidad hasta 1932; desde entonces hasta su retiro su participación fue mermando ante la aparición de Ignacio Díaz como nueva figura en la defensa centralista. Cerró su campaña con 134 presencias en su haber. En 1940 llegó a la primera del club su hermano Ángel, quien se desempeñó como delantero.
Sus buenas actuaciones defendiendo la casaca de Rosario Central se tradujeron en habituales convocatorias al seleccionado de la Liga Rosarina. En 1929 se consagró campeón del Campeonato Argentino Interligas, derrotando en la final jugada el 15 de octubre en el estadio de River Plate a la Federación Tucumana 2-1 (goles de Maidana para los tucumanos, Juan González y Luis Indaco para los rosarinos). Ese día el combinado de Rosario salió a la cancha con la defensa íntegra de Rosario Central, compuesta por el arquero Octavio Díaz y los zagueros Francisco De Cicco y Juan González.

## Clubes
| Club            | País      | Año       |
| --------------- | --------- | --------- |
| Rosario Central | Argentina | 1926-1935 |

## Palmarés

### Títulos nacionales
| Equipo             | País      | Título               | Año  |
| ------------------ | --------- | -------------------- | ---- |
| Selección Rosarina | Argentina | Argentino Interligas | 1929 |

### Títulos regionales
| Equipo          | País      | Título            | Año  |
| --------------- | --------- | ----------------- | ---- |
| Rosario Central | Argentina | Copa Nicasio Vila | 1927 |
| Rosario Central | Argentina | Copa Nicasio Vila | 1928 |
| Rosario Central | Argentina | Copa Nicasio Vila | 1930 |